# Orthonama microvittata
Orthonama microvittata là một loài bướm đêm trong họ Geometridae.